# Andrés Neuman
Andrés Neuman (ur. 28 stycznia 1977 w Buenos Aires) – pisarz, poeta, eseista i tłumacz.

## Życiorys
Urodził się w Buenos Aires w Argentynie. Gdy miał czternaście lat, wyemigrował z rodzicami do Grenady w Hiszpanii. Ukończył filologię hiszpańską na Uniwersytecie w Grenadzie, gdzie następnie wykładał literaturę iberoamerykańską i ukończył studia doktoranckie. Debiutował w 1998 r. tomem wierszy Simulacros. Rok później ukazała się jego pierwsza powieść Bariloche, która została bardzo dobrze przyjęta. Kolejne książki potwierdziły opinię wygłoszoną przez Roberto Bolaño, który stwierdził:
„Dobry czytelnik zauważy w jego książkach coś, co charakteryzuje tylko wielką literaturę, pisaną przez prawdziwych poetów. Literatura XXI wieku należy do Neumana i kilku jego braci krwi.”
W 2009 roku ukazała się książka Podróżnik stulecia, którą wyróżniono m.in. Nagrodą Alfaguara a dziennik „El País” uznał ją za jedną z 5 najlepszych hiszpańskojęzycznych książek roku. W roku została przełożona na język polski.

## Nagrody i wyróżnienia
- W plebiscycie ogłoszonym przez The Hay Festival znalazł się na liście Bogotá39 wśród wybitnych młodych pisarzy z Ameryki Łacińskiej[2]
- W konkursie zorganizowanym przez brytyjski magazyn literacki „Granta” zdobył wyróżnienie jako jeden z najlepszych młodych pisarzy hiszpańskojęzycznych[3].
- W wieku 22 lat opublikował swoją pierwszą powieść Bariloche, za którą otrzymał I nagrodę w Konkursie im. Jorge Herraldego (Herralde Prize). Została ona również uznana przez dziennik „El Mundo” za jedną z dziesięciu najlepszych powieści roku[4][5].
- Jego kolejne książki to La vida en las ventanas oraz Una vez Argentina, która również otrzymała I nagrodę w Konkursie im. Jorge Herraldego.
- Jego czwarta powieść El viajero del siglo (Podróżnik stulecia)[6], przetłumaczona na dziesięć języków, otrzymała Nagrodę Alfaguara Alfaguara Prize, wyróżnienie jako książka roku, przyznane przez najważniejsze holenderskie czasopisma, oraz została uznana przez krytyków „El País” i „El Mundo” za jedną z pięciu najlepszych książek roku napisanych w języku hiszpańskim, otrzymując także prestiżową Narodową Nagrodę Krytyków Literackich w Hiszpanii Premio de la Crítica Española[7][8][9].
- Nagroda poetycka Hiperión Prize w El tobogán (The Toboggan, Hiperión, 2002, Hiperión Prize)[10].

## Twórczość

### Powieści
- Bariloche. Barcelona: Anagrama, 1999. ISBN 84-339-2444-3. Brak numerów stron w książce
- Bariloche. Wyd. Paperback edition. Barcelona: Anagrama, 2008. ISBN 978-84-339-7314-6. Brak numerów stron w książce
- La vida en las ventanas (Life in the Windows). Madrid: Espasa-Calpe, 2002. ISBN 84-670-0127-5. Brak numerów stron w książce
- Una vez Argentina (Once Argentina). Barcelona: Anagrama, 2003. ISBN 84-339-6853-X. Brak numerów stron w książce
- El viajero del siglo (Traveller of the Century). Barcelona: Alfaguara, 2009. ISBN 978-84-204-2235-0. Brak numerów stron w książce
- Podróżnik stulecia. Słupsk: Dobra Literatura, 2011. ISBN 978-83-930559-7-5. Brak numerów stron w książce
- Hablar solos. Madryt, Buenos Aires, Meksyk, Bogota y Santiago de Chile: Alfaguara, 2012. ISBN 978-84-204-0329-8. Brak numerów stron w książce

### Poezja
- Década. Poesía 1997-2007. Barcelona: Acantilado, 2008. ISBN 978-84-96834-82-8. Brak numerów stron w książce

### Opowiadania
- El que espera (To one who waits). Barcelona: Anagrama, 2000. ISBN 84-339-2461-3. Brak numerów stron w książce
- El último minuto (The last minute). Madrid: Espasa, 2001. ISBN 84-239-2623-0. Brak numerów stron w książce
- Alumbramiento (Birth). Madrid: Páginas de Espuma, 2006. ISBN 84-95642-85-9. Brak numerów stron w książce

### Inne
- Die Winterreise of Wilhelm Müller, Viaje de invierno (Winter Journey). Barcelona: Acantilado, 2003. ISBN 84-96136-23-X. Brak numerów stron w książce
- El equilibrista (The Tightrope Walker). Barcelona: Acantilado, 1999. ISBN 84-96489-07-8. Brak numerów stron w książce